# Bantamvikt i grekisk-romersk stil i brottning vid olympiska sommarspelen 1980
Herrarnas brottningsturnering i grekisk-romersk i viktklassen bantamvikt vid olympiska sommarspelen 1980 avgjordes i CSKA Moskva i Moskva. 

## Medaljörer
| Klass      | Guld                           | Silver               | Brons                     |
| Bantamvikt | Sjamil Serikov · Sovjetunionen | Józef Lipień · Polen | Benni Ljungbeck · Sverige |

## Resultat
Legend
- TF — Vinst genom fall
- IN — Vinst genom att motståndaren skadas
- DQ — Vinst genom passivitet
- D1 — Vinst genom passivitet, vinnaren är också passiv
- D2 — Båda brottarna förlorade på grund av passivitet
- FF — Vinst genom förverkande
- DNA — Anlände inte
- TPP — Totala straffpoäng
- MPP — Matchstraffpoäng

Straff
- 0 — Vinst genom fall, teknisk överlägsenhet, passivitet, skada och förverkande
- 0.5 — Vinst på poäng, 8-11 poängs skillnad
- 1 — Vinst på poäng, 1-7 poängs skillnad
- 2 — Vinst på passivitet, vinnaren är också passiv
- 3 — Förlust på poäng, 1-7 poängs skillnad
- 3.5 — Förlust på poäng, 8-11 poängs skillnad
- 4 — Förlust genom fall, teknisk överlägsenhet, passivitet, skada och förverkande

### Elimineringsrunda

#### Omgång 1
| TPP | MPP |                           | Poäng     |                       | MPP | TPP |
| --- | --- | ------------------------- | --------- | --------------------- | --- | --- |
| 4   | 4   | Julien Mewis (BEL)        | TF / 2:28 | Sjamil Serikov (URS)  | 0   | 0   |
| 0.5 | 0.5 | Mihai Boţilă (ROU)        | 14 - 3    | Mohamed Nakdali (SYR) | 3.5 | 3.5 |
| 0   | 0   | Antonino Caltabiano (ITA) | DQ / 6:45 | Herbert Nigsch (AUT)  | 4   | 4   |
| 0   | 0   | Benni Ljungbeck (SWE)     | DQ / 5:27 | Leonel Pérez (CUB)    | 4   | 4   |
| 4   | 4   | Pertti Ukkola (FIN)       | TF / 7:23 | Georgi Donev (BUL)    | 0   | 0   |
| 1   | 1   | Józef Lipień (POL)        | 11 - 5    | Josef Krysta (TCH)    | 3   | 3   |
| 0   |     | Gyula Molnár (HUN)        |           | Bye                   |     |     |

#### Omgång 2
| TPP | MPP |                       | Poäng     |                           | MPP | TPP |
| --- | --- | --------------------- | --------- | ------------------------- | --- | --- |
| 0   | 0   | Gyula Molnár (HUN)    | TF / 4:26 | Julien Mewis (BEL)        | 4   | 8   |
| 0   | 0   | Sjamil Serikov (URS)  | TF / 1:25 | Mihai Boţilă (ROU)        | 4   | 4.5 |
| 7.5 | 4   | Mohamed Nakdali (SYR) | DQ / 7:37 | Antonino Caltabiano (ITA) | 0   | 0   |
| 8   | 4   | Herbert Nigsch (AUT)  | DQ / 7:05 | Benni Ljungbeck (SWE)     | 0   | 0   |
| 8   | 4   | Leonel Pérez (CUB)    | DQ / 8:43 | Pertti Ukkola (FIN)       | 0   | 4   |
| 4   | 4   | Georgi Donev (BUL)    | TF / 7:17 | Józef Lipień (POL)        | 0   | 1   |
| 3   |     | Josef Krysta (TCH)    |           | Bye                       |     |     |

#### Omgång 3
| TPP | MPP |                       | Poäng     |                           | MPP | TPP |
| --- | --- | --------------------- | --------- | ------------------------- | --- | --- |
| 3   | 0   | Josef Krysta (TCH)    | TF / 4:00 | Gyula Molnár (HUN)        | 4   | 4   |
| 1   | 1   | Sjamil Serikov (URS)  | 3 - 2     | Antonino Caltabiano (ITA) | 3   | 3   |
| 5.5 | 1   | Mihai Boţilă (ROU)    | 6 - 4     | Pertti Ukkola (FIN)       | 3   | 7   |
| 1   | 1   | Benni Ljungbeck (SWE) | 10 - 4    | Georgi Donev (BUL)        | 3   | 7   |
| 1   |     | Józef Lipień (POL)    |           | Bye                       |     |     |

#### Omgång 4
| TPP | MPP |                       | Poäng     |                           | MPP | TPP |
| --- | --- | --------------------- | --------- | ------------------------- | --- | --- |
| 2   | 1   | Józef Lipień (POL)    | 10 - 4    | Gyula Molnár (HUN)        | 3   | 7   |
| 7   | 4   | Josef Krysta (TCH)    | DQ / 7:58 | Sjamil Serikov (URS)      | 0   | 1   |
| 7.5 | 2   | Mihai Boţilă (ROU)    | D1 / 8:11 | Antonino Caltabiano (ITA) | 4   | 7   |
| 1   |     | Benni Ljungbeck (SWE) |           | Bye                       |     |     |

#### Omgång 5
| TPP | MPP |                       | Poäng     |                      | MPP | TPP  |
| --- | --- | --------------------- | --------- | -------------------- | --- | ---- |
| 5   | 4   | Benni Ljungbeck (SWE) | TF / 2:42 | Sjamil Serikov (URS) | 0   | 1    |
| 6   | 4   | Józef Lipień (POL)    | D2 / 8:37 | Mihai Boţilă (ROU)   | 4   | 11.5 |

### Sista omgångarna
| TPP | MPP |                       | Poäng     |                      | MPP | TPP |
| --- | --- | --------------------- | --------- | -------------------- | --- | --- |
|     | 4   | Benni Ljungbeck (SWE) | TF / 2:42 | Sjamil Serikov (URS) | 0   |     |
| 8   | 4   | Benni Ljungbeck (SWE) | D2 / 8:25 | Józef Lipień (POL)   | 4   |     |
| 1   | 1   | Sjamil Serikov (URS)  | 11 - 4    | Józef Lipień (POL)   | 3   | 7   |